# Breaking and Entering
Breaking and Entering es una película estadounidense-británica de 2006.

## Argumento
Will (Jude Law) es un arquitecto urbanista londinense cuya vida gira alrededor del trabajo y su familia. La hija de su novia sufre autismo, lo que hace la vida insoportable a la pareja pues no les deja conciliar el sueño por las noches y se ven indefensos ante la situación, causando conflictos entre ambos. 
Una serie de robos en la oficina de Will rompen con la monotonía de su vida y le sumergen en una espiral autoexploratoria donde el propio Will lidiará con las miserias y grandezas de la condición humana todo ello enmarcado en el contexto de un Londres moderno donde los valores (o su falta de los mismos) de la sociedad materialista e impersonal de una gran ciudad se reflejan en las relaciones interpersonales de los protagonistas así como en sus preocupaciones y anhelos.

## Premios
- Nominada en los premios BIFA en las categorías de mejor actriz (Robin Wright Penn y Juliette Binoche) así como el de mejor debutante para Rafi Gavron.